# Barentu
Barentu (tigrínia: ባረንቱ) é uma cidade no sudoeste da Eritreia, situada a sul do Agordat. É habitada principalmente pelo povo nilótico dos Kunama e Nara. Shekaray Agaba foi o fundador da cidade que o nome significa 'água branca'.
Barentu é a maior cidade e capital da Região Gash Barka na Eritreia, encontrando-se a oeste de Asmara, a capital do país.
Barentu é habitada pelos povos Kunama e Nara . Religiosamente, a cidade tem adeptos da Igreja Ortodoxa Eritreia Tewahedo , da Igreja Católica Eritreia e do Islã , bem como praticantes das crenças tradicionais indígenas Kunama e Nara.

A religião tradicional Kunama é monoteísta , com adoração à deusa Anna . O nome Anna aparece em muitas frases da língua Kunama , como " Annam koske " ("Deus existe, vê e julga"), " Anna laga " (lit. "Mundo de Deus", ou seja, "o universo pertence a Deus") e " Anna hedabu " ("se Deus quiser"). 